# Маккінлі (округ Сент-Луїс, Міннесота)
Маккінлі (англ. McKinley) — місто (англ. city) в США, в окрузі Сент-Луїс штату Міннесота. Населення — 103 особи (2020).

## Географія
Маккінлі розташоване за координатами 47°30′31″ пн. ш. 92°24′22″ зх. д. / 47.50861° пн. ш. 92.40611° зх. д. (47.508581, -92.406070).  За даними Бюро перепису населення США в 2010 році місто мало площу 4,16 км², з яких 3,79 км² — суходіл та 0,37 км² — водойми.

## Демографія
Згідно з переписом 2010 року, у місті мешкало 128 осіб у 56 домогосподарствах у складі 36 родин. Густота населення становила 31 особа/км².  Було 67 помешкань (16/км²).
Расовий склад населення:
| - 93,8 % — білих - 4,7 % — осіб інших рас |

До двох чи більше рас належало 1,6 %. Частка іспаномовних становила 6,3 % від усіх жителів.
За віковим діапазоном населення розподілялося таким чином: 25,8 % — особи молодші 18 років, 54,7 % — особи у віці 18—64 років, 19,5 % — особи у віці 65 років та старші. Медіана віку мешканця становила 42,5 року. На 100 осіб жіночої статі у місті припадало 77,8 чоловіків;  на 100 жінок у віці від 18 років та старших — 86,3 чоловіків також старших 18 років.
Середній дохід на одне домашнє господарство  становив 50 490 доларів США (медіана — 45 000), а середній дохід на одну сім'ю — 57 392 долари (медіана — 55 625). За межею бідності перебувало 15,7 % осіб, у тому числі 15,9 % дітей у віці до 18 років та 5,0 % осіб у віці 65 років та старших.
Цивільне працевлаштоване населення становило 69 осіб. Основні галузі зайнятості: освіта, охорона здоров'я та соціальна допомога — 33,3 %, науковці, спеціалісти, менеджери — 18,8 %, фінанси, страхування та нерухомість — 15,9 %.